# Jackboots on Whitehall
Jackboots on Whitehall (també coneguda com Nazi Invasion: Team Europe) és una pel·lícula d’animació per a adults de comèdia d’acció satírica amb titelles ambientada en una història alternativa de la Segona Guerra Mundial, en què l'Alemanya nazi s'ha apoderat de Londres. Els britànics s'ha d'unir al mur d'Adrià si volen frustrar la invasió alemanya. Concebuda per Edward i Rory McHenry, és la primera d'aquest tipus que inclou titelles animatròniques i les veus d'actors britànics coneguts com Ewan McGregor, Rosamund Pike, Richard E. Grant, Timothy Spall, Richard O'Brien i Richard Griffiths. La pel·lícula va ser produïda per Frank Mannion.
La pel·lícula es va estrenar al Festival Internacional de Cinema d'Edimburg el 20 de juny de 2010 i es va estrenar al Regne Unit el 8 d'octubre de 2010 per Vertigo Films. Va rebre crítiques mixtes de la crítica, elogiant el repartiment, l'escenografia i la interpretació de veu, però la negativitat cap als titelles, les escenes d'acció, l'humor i la història, titllant-la de "sense vida, rígida, avorrida i poc divertida" i comparada desfavorablement amb Team America: La policia del món.

## Argument
El 1940, l'Alemanya nazi va envair la Gran Bretanya perforant sota el Canal de la Mànega i a través dels llambordes de Whitehall, Londres. Des del seu búnquer sota Downing Street, a 200 iardes (180 m) de distància, el Primer Ministre Winston Churchill fa una crida a les armes perquè tot el Regne Unit s'agrupi per resistir els invasors. En un petit poble, el jove Chris reuneix els residents per lluitar. Unint forces amb el petit grup de soldats de Churchill, el moviment de resistència es retira al Mur d'Adrià, on els improbables salvadors del país provenen de les Terres altes d'Escòcia.

## Repartiment
Tal com apareix a Jackboots on Whitehall, (els principals papers parlants i crèdits de pantalla identificats):
- Ewan McGregor com a Chris
- Rosamund Pike com a Daisy
- Richard E. Grant com el vicari
- Timothy Spall com a Winston Churchill
- Tom Wilkinson com Albert i Joseph Goebbels
- Dominic West com a Billy Fiske
- Alan Cumming com a Adolf Hitler i Braveheart
- Sanjeev Bhaskar com a major Rupee
- Richard Griffiths com a Hermann Göring
- Richard O'Brien com a Heinrich Himmler
- Stephen Merchant com a Tom
- Pam Ferris com a matrona Rutty
- Hugh Fraser com a Gaston i el lector de notícies
- Tobias Menzies com a capità English i Bernard Montgomery
- Martyn Ellis com a capità Zeppelin
- Alexander Armstrong com a líder vermell
- Rory McHenry com a Johnny
- Caroline Duff com a F.A.N.Y Girl 1
- Charlotte Moore com a F.A.N.Y Girl 2
- James Hicks com Igor / Joseph Kaplinsky / Farmer 1 / Skinny Guard / Scottish Savages
- Brian Conley com Zeppelin Crewman / Farmer 2 / Stupid Farmer / Erummel / Squire / Hereford Farmer
- Jimmy Boyle com a Pinkypoo
- Edward McHenry com a Charlie/Rat Catcher
- Benedick Blythe com a soldats alemanys
- Stephen Lord com a granger de Yorkshire
- Jonathan Barlow com els salvatges escocesos
- Jana Agnew com a noies nazis
- Karl Richards com a Camp Nazis
- Mark Taylor com a Camp Nazis
- Neil Newbon com a conductor de tancs

En utilitzar personatges de la vida real per encarnar una representació més precisa, alguns personatges són fàcilment reconeixibles. Mentre apareix l'heroi i pilot estatunidenc de la batalla d'Anglaterra Billy Fiske, encarna les característiques de la llegenda de la pantalla Clark Gable. Spall havia interpretat prèviament Churchill a El discurs del rei (2010).

## Producció
Els guionistes i directors Edward i Rory McHenry van crear diversos titelles supermarionation que presentaven uniformes d'època, arquitectura i equipament militar representats amb precisió.

## Estrenaa les sales
Jackboots on Whitehall es va estrenar als cinemes el 8 d'octubre de 2010 al Regne Unit per Vertigo Films i es va estrenar el 20 de juny de 2010 al EIFF.

## Recepció crítica

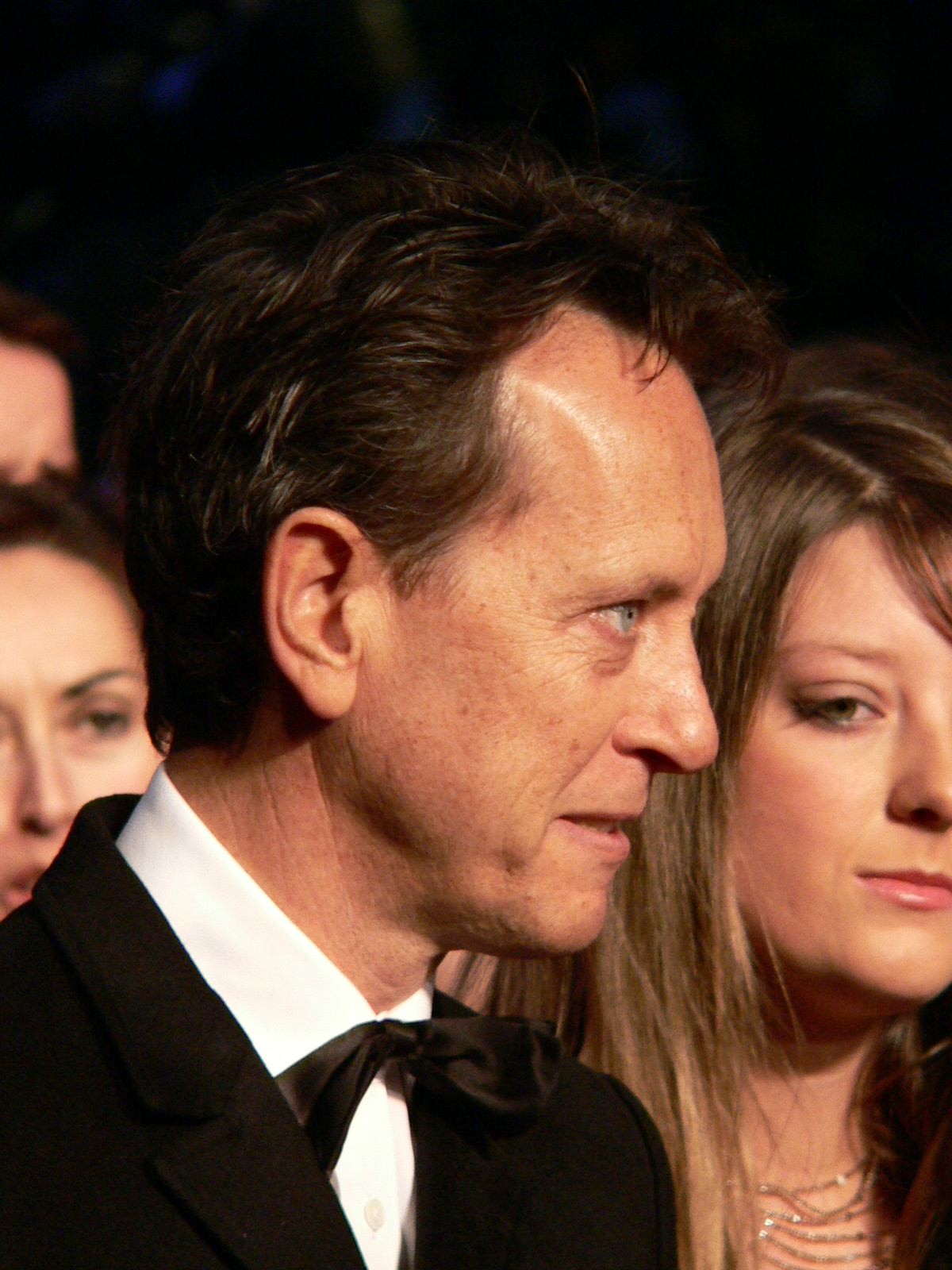
Richard E. Grant fou lloat per la seva actuació.

Robbie Collin, de News of the World, va donar a la pel·lícula 4 estrelles resumint-la com "Estúpid, bajenades sense sentit, i aquesta és tota la idea". La revista Total Film també va donar a la pel·lícula 4 estrelles afirmant que "Jackboots fusiona enginyosament la iconografia de pel·lícules bèl·liques, el revisionisme de Maleïts malparits i les ximpleries de Team America per crear un únic divertit i entranyable". Tot i que The Guardian va elogiar l'"impressionant repartiment vocal d'estrelles" a Jackboots on Whitehall, i la va qualificar de "treball d'amor" per part dels seus escriptors i directors, va concloure que era "intencionadament amable però desesperadament feble pel que fa al guió" comparant-la desfavorablement amb Wallace i Gromit i Team America: la policia del món. Altres ressenyes eren de naturalesa similar; la ressenya a The Telegraph va caracteritzar la pel·lícula com "una comèdia emprenedora però, en última instància, una exageració tosca". actualment té una puntuació del 44% a Rotten Tomatoes.

## Taquilla
La pel·lícula va recaptar 20.776 $ a tot el món.

## Mitjans domèstics
Jackboots on Whitehall va ser llançat en DVD i Blu-ray el 26 de juliol de 2011 per Sony Pictures Home Entertainment.

## Premis
| Premi                                                         | Categoria                                       | Nominat   |
| ------------------------------------------------------------- | ----------------------------------------------- | --------- |
| British Independent Film Awards 2010                          | Premi Raindance                                 | Nominat   |
| XLIII Festival Internacional de Cinema Fantàstic de Catalunya | Premi Gertie al millor llargmetratge d'animació | Guanyador |